# Daniel Gralath

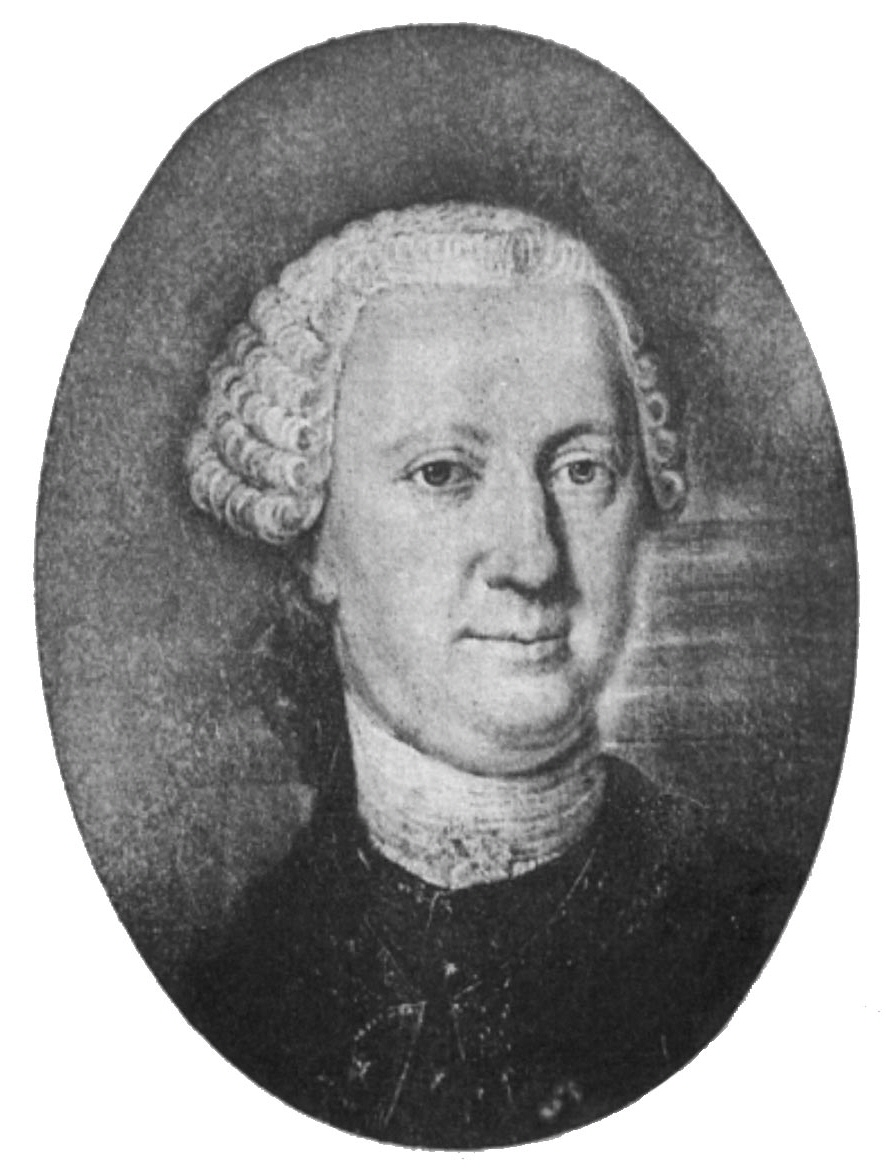
Daniel Gralath

Daniel Gralath (30 de mayo de 1708 a 23 de julio de 1767) fue un físico y alcalde de Danzig.
Gralath nació en Danzig (Gdansk) en Polonia de una familia acomodada dedicada al comercio. Había estudiado derecho y filosofía en Halle, a continuación, en Leiden y Marburg 1728-1734. Después pasó a ser concejal y, en 1763, el alcalde de Danzig. Su suegro era Jacob Theodor Klein (1685-1759), secretario de la ciudad y también un científico muy distinguido, apodado Gedanensium Plinius.. Murió en Danzig.
Como físico, Gralath trabajó en la electricidad, fundó la Sociedad de Investigación de Danzig, y repitió los experimentos de Ewald Georg von Kleist con la botella de Leyden. Gralath mejoró el diseño y demostró sus efectos en una cadena de 20 personas. También fue el primero en combinar varios frascos para hacer una batería. De 1747 a 1756, publicó su "Historia de la Electricidad" con tres volúmenes.